# Спільне виробництво
Спільне виробництво, або співпродукція, іноді копродукція (англ. co-production) — виробництво й фінансування продукту (наприклад, фільму) двома або більше продюсерськими компаніями. У разі міжнародної копродукції, у виробництві продукту беруть участь продюсерські компанії з різних країн (зазвичай від двох до трьох).

## Історія спільного кіновиробництва в Україні за часів незалежності
13 липня 2004 року Україна підписала Європейську конвенцію про спільне кіновиробництво (Страсбург, 2 жовтня, 1992 року), ратифікувавши її 18 березня 2009 року.
14 травня 2011 року в рамках Каннського кінофестивалю було підписано «Міждержавну Угоду про спільне кіновиробництво» між Україною та Францією.
У травні 2016 року міністр культури України Євген Нищук заявив про наміри ініціювати вступ України до Eurimages — Європейського фонду підтримки кіно при Раді Європи.

## Переваги міжнародної копродукції
- об'єднання фінансових ресурсів
- гарантування вчасного і якісного завершення проєкту («мінімізація ризиків»)
- розширення дистрибуційної географії
- культурний обмін[1]